# توماس رودلف
توماس رودلف (آلمانی: Thomas Rudolph؛ زادهٔ ۱۵ ژوئن ۱۹۷۰) لژسوار اهل آلمان است که در اوایل دههٔ ۱۹۹۰ رقابت می‌کرد.
او به‌همراه ایو مانکل در رقابت‌های دونفره مردان در بازی‌های المپیک زمستانی ۱۹۹۲ در آلبرتوویل موفق به کسب مدال نقره شد.
رودولف همچنین در رقابت‌های دونفره مردان در قهرمانی جهان لوژ (FIL) سال ۱۹۹۱ که در وینتربرگ، آلمان برگزار شد، مدال نقره را از آن خود کرد.
او در قهرمانی اروپا در لوژ نیز مجموعه‌ای کامل از مدال‌ها کسب کرد؛ شامل مدال طلا در بخش تیمی مختلط (۱۹۹۲)، مدال نقره در همین بخش (۱۹۹۴) و مدال برنز در رقابت‌های دونفره مردان (۱۹۹۴).
بهترین عملکرد کلی رودولف در جام جهانی لژسواری، دوم شدن در رده‌بندی نهایی دونفره مردان در دو فصل (۹۲–۱۹۹۱ و ۹۶–۱۹۹۵) بود.